# Stade 20 Août 1955 (Burdż Bu Urajridż)
Stade 20 Août 1955 – wielofunkcyjny stadion w Burdż Bu Urajridż, w Algierii. Obiekt może pomieścić 20 000 widzów. Swoje spotkania rozgrywają na nim piłkarze klubu CA Bordj Bou Arreridj.